# Scuola materna italiana di Asmara
La scuola dell'infanzia italiana "Maria Montessori" di Asmara (Eritrea) è una scuola dell'infanzia statale italiana.
Attiva fin dal 1957 ha dovuto sospendere le sue attività dal 1975 al 1989 a causa degli eventi bellici legati alla guerra di indipendenza eritrea.
Dal 1989-1990 riprende l'attività didattica nei locali della Casa degli Italiani, con una vigorosa ripresa delle attività didattiche (si passa da 2 alle attuali 12 sezioni), arrivando nell'attuale sede nel 1995.
Attualmente ha circa 300 iscritti (dai 3 ai 6 anni), di cui l'80% di nazionalità eritrea ed il restante 20% italiana o di altri paesi dell'UE.
L'attività didattica si svolge in italiano e tigrino, sempre in linea con gli standard educativi dettati dal Ministero della Pubblica Istruzione.